# 武藏巖流記
《武藏巖流記》是由日本VISCO於1999年開發的橫向捲軸砍殺遊戲。

## 外部連結
- 莫比游戏上的《武藏巖流記》（英文）